# Dálniční křižovatka Weinheim
Autobahnkreuz Weinheim (zkráceně též Kreuz Weinheim nebo Weinheimer Kreuz; zkratka AK Weinheim) je křižovatka dvou německých dálnic nacházející se ve spolkové zemi Bádensko-Württembersko u města Weinheim. Kříží se zde dálnice A 5 s dálnicí A 659.

## Poloha
Dálniční křižovatka se nachází na území města Weinheim, přičemž samotné město Weinheim leží východně od křižovatky. Nedaleko se nachází ještě město Viernheim, které leží západně od křižovatky. Křižovatka se nachází v Hornorýnské nížině při úpatí pohoří Odenwald.
Nejbližší větší města jsou Weinheim (asi 1 km po dálnici A 659 na východ), Mannheim (asi 13 km po dálnici A 659 na západ), Heidelberg (asi 19 km po dálnici A 5 na jih) a Darmstadt (asi 40 km po dálnici A 5 na sever).

## Popis
Autobahnkreuz Weinheim je mimoúrovňová křižovatka dálnice A 5 procházející severo-jižním směrem (Hattenbacher Dreieck – Frankfurt am Main – Heidelberg – Karlsruhe – Basel) a dálnice A 659 procházející západo-východním směrem (Weinheim – Mannheim). Současně po ní prochází i evropská silnice E35, a to severojižním směrem. Na dálnici A 5 je křižovatka označena jako sjezd 33 a na dálnici A 656 jako sjezd 1.
Autobahnkreuz Heidelberg je proveden jako čtyřlístková čtyřramenná dálniční křižovatka.

## Historie výstavby
Dálniční křižovatka Weinheim úzce souvisí s dálničním tahem mezi dálniční křižovatkou Darmstadt a Heidelbergem, jehož smyslem bylo odlehčit vytížené dálnici mezi Darmstadtem a Heidelbergem přes Mannheim. Současně s tímto dálničním tahem totiž byla připravována dálniční propojka s Mannheimem. Tato propojka se s dálničním tahem mezi dálniční křižovatkou Darmstadt a Heidelbergem kříží právě na dálniční křižovatce Weinheim.
Dálniční křižovatka byla zprovozněna v roce 1968 spolu s nově vybudovanou dálnicí mezi dálniční křižovatkou Darmstadt a Heidelbergem.

## Dopravní zatížení
V průměru projede křižovatkou 110 000 vozidel denně.